# 1101 pr. n. št.

## Smrti
- Psusenes I., faraon (* ni znano)